# Starbucks Center

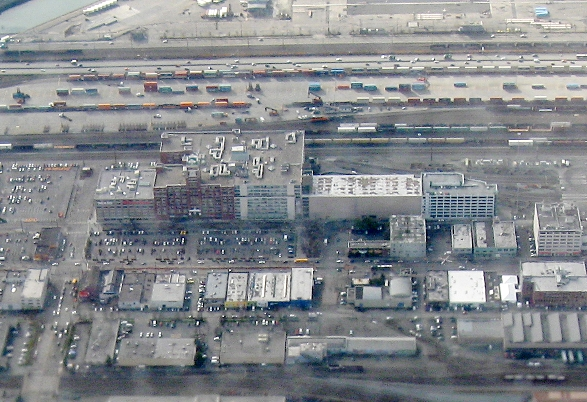
Vista aérea del Starbucks Center

El Starbucks Center (anteriormente SODO Center) es la sede mundial de la cadena de cafeterías Starbucks. Está ubicada en el barrio de SoDo de Seattle, Washington, que forma parte del Industrial District de la ciudad. Starbucks Center es el edificio de múltiples inquilinos más grande por espacio de piso en Seattle, con más de 170.000 metros cuadrados. Es el edificio más grande y más antiguo del país que obtuvo una certificación ecológica nacional.

## Historia
En 1915, el edificio fue construido por Sears, Roebuck and Company. Se le agregó una extensión en el lado norte de un edificio original de 1912. Sears abrió su tienda minorista en este lugar en 1925. 
El edificio era repetidamente expandido durante el siglo XX. Starbucks comenzó a mover sus oficinas administrativas al antiguo edificio de Sears en 1993. El 20 de junio de 1997, la empresa cafetera movió su sede al SoDo Centre, convirtiédose en el inquilino principal del edificio, cambiándole el nombre al complejo a Starbucks Center.
El edificio fue remodelado debido a los daños que sufrió por el Terremoto Nisqually de 2001.